# Шкураков, Михаил Ермилович
Михаил Ермилович Шкураков (1901, Воронок, Черниговская губерния — 19 июля 1944, Лудзенский край) — стрелок 375-го стрелкового полка, Герой Советского Союза, Почётный гражданин Риги.

## Биография
Шкураков Михаил Ермилович родился в 1901 году в селе Воронок ныне Стародубского района Брянской области в семье крестьянина. Жил в городе Витебске. Член ВКП(б).
Михаил Ермилович получил начальное образование. Работал на различных предприятиях города Витебска.
В Красную Армию призван Аскинским райвоенкоматом Башкирской АССР в 1942 году. Стрелок 375-го стрелкового полка (219-я стрелковая дивизия, 3-я ударная армия, 2-й Прибалтийский фронт).
Звание Героя Советского Союза Шкуратову присвоено 24 марта 1945 года посмертно. Похоронен в городе Лудза. На братской могиле установлен памятник, на месте подвига — обелиск.

## Подвиг
Рядовой Шкураков 19 июля 1944 года в бою у посёлка Рундены (Лудзенский район Латвийской ССР) в составе группы бойцов, получив два ранения, сражался в окружении немцев, удерживая тактически важную высоту до подхода наших подразделений. Михаил Ермилович погиб в этом бою.

## Награды
- Медаль «Золотая Звезда» Героя Советского Союза (24.03.1945)[3];
- орден Ленина (24.03.1945);
- медаль «За отвагу» (16.07.1944)[6];
- медаль «За боевые заслуги» (02.03.1944)[7].